# Kimchijeon
El kimchijeon o kimchi jeon es una variedad de jeon, plato coreano parecido al panqueque, hecho principalmente a partir de kimchi en tiras, rebozado de harina y a veces otras verduras. El kimchi, verdura encurtidas picantes sazonadas con guindilla y jeotgal es un alimento básico en la cocina coreana. Se sirve como aperitivo, snack o banchan (guarnición).
Al prepararlo es habitual añadir salmuera del kimchi, en particular la del baechu kimchi, hecho de calabaza napa. La salmuera da su color rojo a la masa pero no es picante. El kimchijeon suele servirse como anju junto a bebida alcohólicas tales como el makgeolli o el dongdongju.